# Richezza de Pologne (1013-1075)
Pour les articles homonymes, voir Richezza de Pologne.
Richezza de Pologne (en polonais : Ryksa) (née le 22 septembre 1013 – morte le 21 mai 1075) est la fille de Mieszko II de Pologne et de Richezza de Lorraine, et fut reine consort de Hongrie.

## Biographie
Entre 1039 et 1043, Richezza épouse Béla Ier, futur roi de Hongrie, allié de Mieszko II de Pologne contre les tribus païennes de Poméranie.
En 1048, Béla reçoit un tiers de la Hongrie (Tertia pars Regni) comme apanage de son frère, le roi André Ier de Hongrie, et le couple s'installe en Hongrie.
En 1060, Béla soutenu par l'armée polonaise du duc Boleslas II défait André à la bataille près de la rivière Tisza (es). Il devient roi de Hongrie le 6 décembre.

## Mariage et descendance
Richezza et Béla eurent plusieurs enfants, dont :
- Géza (v. 1040 – 25 avril 1077) ;
- Ladislas (v. 1040 – 29 juillet 1095) ;
- Lampert (en) (après 1050 – v. 1095) ;
- Sophie (après 1050 – 18 juin 1095), épouse d'Ulrich Ier de Weimar-Orlamünde, puis de Magnus Ier de Saxe ;
- Euphémie (après 1050 – 2 avril 1111), épouse d'Othon Ier de Bohême ;
- Hélène (après 1050 – v. 1091), épouse de Dmitar Zvonimir.

## Sources
- (en) Cet article est partiellement ou en totalité issu de l’article de Wikipédia en anglais intitulé « Richeza of Poland, Queen of Hungary » (voir la liste des auteurs).